# Dendrocnide vitiensis
Dendrocnide vitiensis är en nässelväxtart som först beskrevs av Berthold Carl Seemann, och fick sitt nu gällande namn av Chew. Dendrocnide vitiensis ingår i släktet Dendrocnide och familjen nässelväxter. Inga underarter finns listade i Catalogue of Life.